# Coronini (Caraș-Severin)

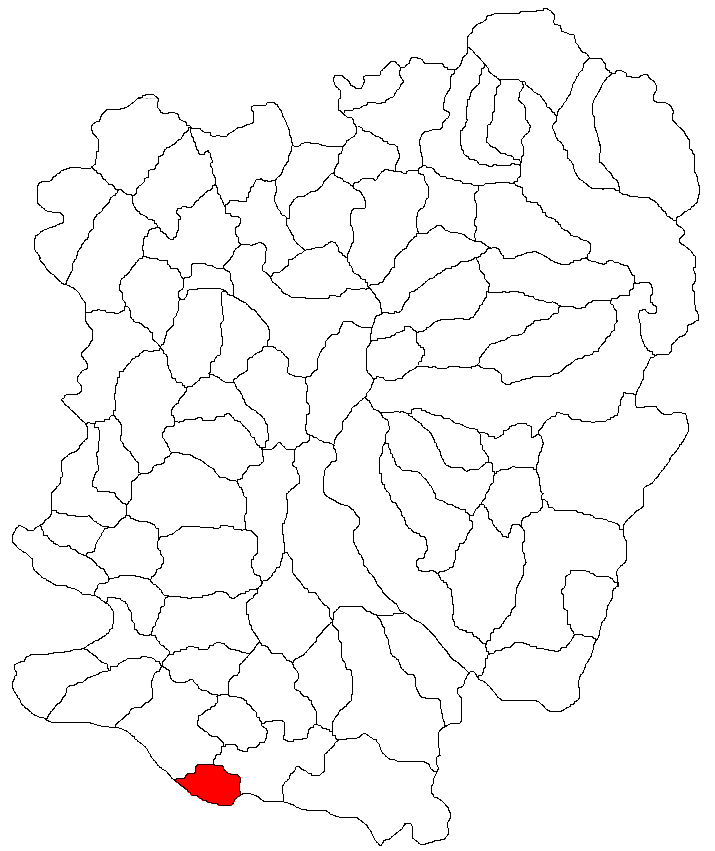
Lage der Gemeinde Coronini im Kreis Caraș-Severin

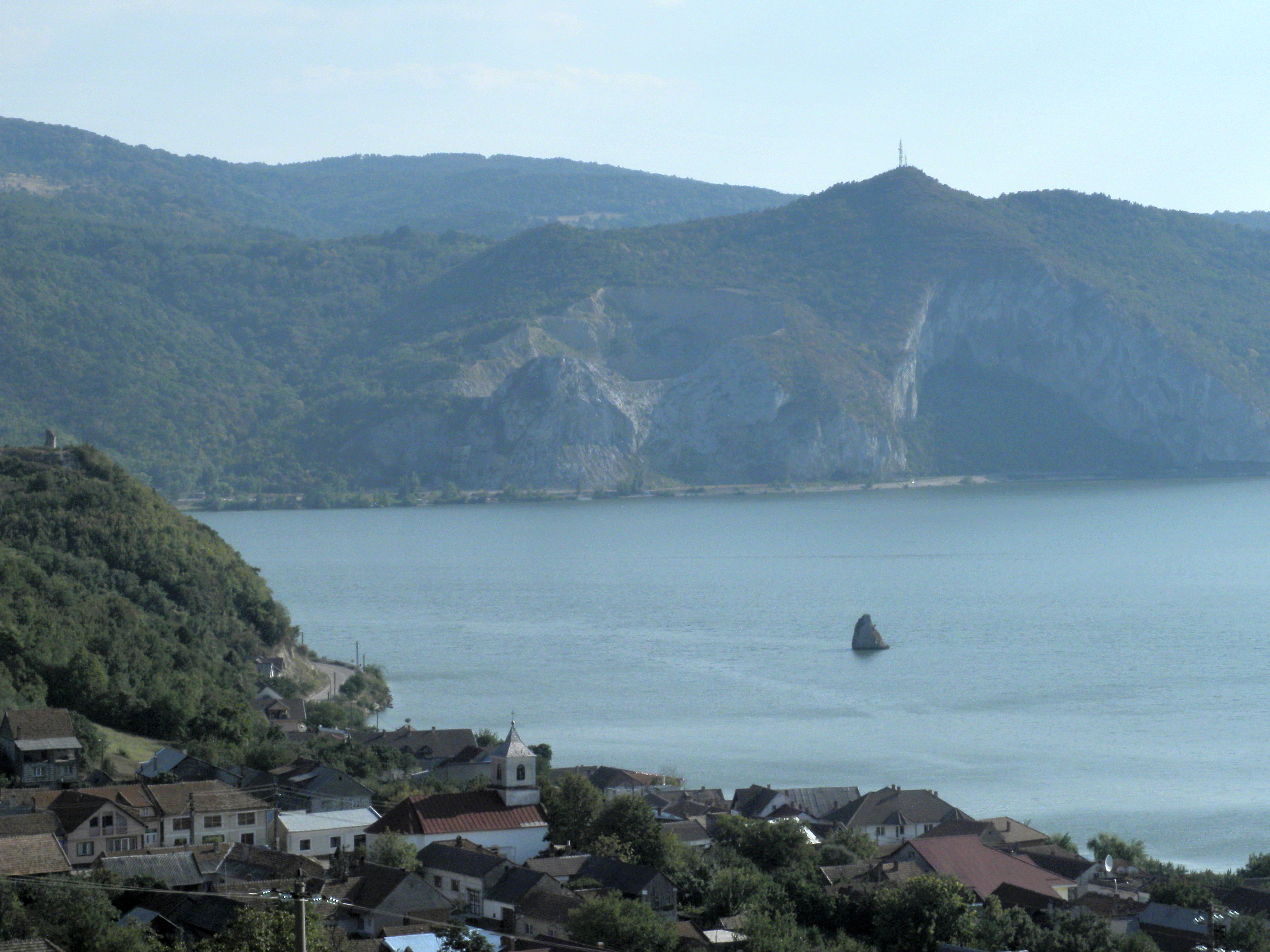
Coronini mit Blick auf den Felsen Baba Caia

Coronini [koroˈninʲ] (1964–1995 Pescari; deutsch Coronini, ungarisch Lászlóvára) ist eine Gemeinde im Kreis Caraș-Severin in der historischen Region Banat in Rumänien. Die Gemeinde wurde nach dem österreichischen Feldzeugmeister Johann Baptist Coronini-Cronberg, Gouverneur der Woiwodschaft Serbien und Temeser Banat (1850–1859), benannt. Zur Gemeinde Coronini gehört auch das Dorf Sfânta Elena.

## Geografische Lage
Coronini liegt im Süden des Kreises Caraș-Severin, am Durchbruchstal der Donau Eisernes Tor, in sechs Kilometer Entfernung zu Moldova Nouă, an der Nationalstraße DN57 Moravița-Oravița-Moldova Nouă-Orșova.
Am östlichen Ende der Gemeinde, in der Mitte der Donau, befindet sich ein sieben Meter rausragender Felsen, der von den Einheimischen Babacaia genannt wird. Der Legende nach, hat ein Prinz seine untreue Frau an den Felsen angebunden, um von Krähen gefressen und von den Winden, die den Fluss aufwirbeln, geschlagen zu werden.

## Nachbarorte
| Moldova Veche | Moldova Nouă                                | Curmătura    |
| Donau         | Kompassrose, die auf Nachbargemeinden zeigt | Sfânta Elena |
| Donau         | Donau                                       | Donau        |

## Geschichte
Den Namen verdankt die Ortschaft Coronini dem österreichischen Feldzeugmeister Johann Baptist Coronini-Cronberg, von 1850 bis 1859 Gouverneur der Woiwodschaft Serbien und Temeser Banat. Coronini ließ das Dorf an der Stelle der ehemaligen Ortschaft Alibeg neu gründen. Auf dem Hügel Cula sind noch die Ruinen der 1427 errichteten Festung Ladislausburg zu sehen. Die Festung wurde 1526 von den Türken zerstört.
Die Bevölkerung von Coronini setzt sich aus Tschechen und Rumänen, sogenannten Bufänen, die aus der Kleinen Walachei vor den Türkeneinfällen flohen, zusammen.
Nach dem Österreichisch-Ungarischen Ausgleich (1867) wurde das Banat dem Königreich Ungarn innerhalb der Doppelmonarchie Österreich-Ungarn angegliedert. Im ersten Jahrzehnt des 20. Jahrhunderts fand das Gesetz zur Magyarisierung der Ortsnamen (Ga. 4/1898) Anwendung, einschließlich der Magyarisierung aller Toponyme auf Kartenwerken, Grundbuchauszügen und Stadtplänen. Die amtliche Ortsbezeichnung war Lászlóvára. Die ungarischen Ortsbezeichnungen blieben bis zur Verwaltungsreform von 1923 im Königreich Rumänien gültig, als die rumänischen Ortsbezeichnungen eingeführt wurden.
Der Vertrag von Trianon am 4. Juni 1920 hatte die Dreiteilung des Banats zur Folge, wodurch Coronini an das Königreich Rumänien fiel. 1964 wurde die Ortschaft per Dekret in Pescari umbenannt, 1995 erhielt sie wieder ihren einstigen Namen Coronini.

## Demografie
| 1880 | 1348 | 702  | -  | 1 | 645                 |
| 1910 | 1797 | 967  | 10 | - | 820                 |
| 1930 | 1982 | 1043 | 1  | - | 938                 |
| 1977 | 1923 | 1222 | 1  | 1 | 699                 |
| 2002 | 1878 | 1355 | 1  | 1 | 521                 |
| 2021 | 1514 | 1147 | -  | 2 | 365 (220 Tschechen) |